# Arkys hickmani
Arkys hickmani là một loài nhện trong họ Araneidae.
Loài này thuộc chi Arkys. Arkys hickmani được miêu tả năm 1984 bởi Heimer.